# Zero (Mega Man)
Zero (ゼロ?) è un personaggio immaginario appartenente alla serie di videogiochi Mega Man. Introdotto come alleato di Mega Man in Mega Man X, riveste il ruolo di protagonista in Mega Man Zero e nei titoli successivi della relativa serie, che si svolge un secolo dopo gli eventi di Mega Man X.
Zero è un androide dalle caratteristiche fisiche e psicologiche simili a quelle degli esseri umani: è in grado di provare emozioni e di pensare in modo autonomo, contrariamente agli altri robot presenti nella serie classica. È un Maverick Hunter, un membro di un'élite di soldati incaricati di eliminare i Maverick, reploidi deviati che minacciano la pace tra reploidi e umani.

## Storia
Zero fu creato dal Dr. Albert Wily (antagonista della prima serie di Mega Man, nonché acerrimo nemico del protagonista e del suo creatore, Thomas Light) con l'obiettivo di conquistare il mondo. Nonostante Wily non abbia mai avuto l'opportunità di controllare Zero, considerava l'androide la sua miglior creazione, poiché gli aveva inoculato un virus estremamente potente. Per contenere e gestire tale potere, Zero venne sigillato in una capsula per un lungo periodo di tempo.
Dopo molti anni, Zero si risvegliò dal suo lungo sonno, privo di controllo e senza una propria volontà. Durante il suo risveglio, distrusse numerosi Reploids, una serie di androidi dalle fattezze e comportamenti simili a quelli umani. In modo inconsapevole, Zero era stato programmato con una missione: distruggere tutto ciò che riguardava il Dr. Thomas Light e le sue creazioni, con l'intento di diventare il sovrano delle macchine, come simbolo del dominio di Wily.
Sigma, il primo Reploid creato durante il secolo in cui Zero si risvegliò, fu inviato per fermarlo. Dopo un violento e logorante scontro, Sigma riuscì ad avere la meglio, ma venne contaminato dal virus che Zero portava al suo interno.
Sigma ordinò alle sue unità di catturare Zero e portarlo dal Dr. Cain, che, grazie alla scoperta di Mega Man X, aveva creato i Reploids. Cain riuscì a far sì che Zero prendesse coscienza delle sue azioni e della sua identità. In pochi giorni, Zero imparò a controllare le sue capacità e decise di diventare un eccellente cacciatore di Maverick, nonché il miglior amico di X, colui che inizialmente avrebbe dovuto distruggere. Tuttavia, Zero non riusciva a ricordare nulla di ciò che aveva fatto in passato, almeno non per il momento.

## Mega Man X

### Mega Man X Maverick Hunter X
Zero e il suo amico X indagano sul motivo per cui molte macchine siano diventate ribelli. Dopo diverse indagini, scoprono che il colpevole di questa rivolta è Sigma, il quale ha avviato una ribellione contro gli esseri umani. Durante uno scontro con il loro ex-leader, Zero e X vengono sconfitti, ma Sigma li risparmia, desiderando affrontarli nuovamente in futuro.
Nel corso della battaglia contro le macchine di guerra controllate da Sigma, Zero si ritrova a salvare la vita a X durante il suo scontro con Vile, un ex alleato di X e Zero, che è diventato un Maverick. Si suppone che Vile odiasse X per invidia e per non riuscire a comprendere cosa fosse così speciale in lui. In seguito, dichiarò che chiunque avesse osato difendere X sarebbe stato eliminato insieme a lui, ma Zero non si lasciò intimorire dalle minacce di Vile.
Dopo che X riesce a distruggere le unità di Sigma da una parte e Zero fa lo stesso dall'altra, i due raggiungono la fortezza di Sigma, dove affronteranno altri pericoli, tra cui lo stesso Vile. In questo scontro, Zero si sacrifica per salvare X, autodistruggendosi. Tuttavia, i suoi resti vengono recuperati dalle unità rimaste fedeli a Sigma, mentre il suo chip viene preso da X, che lo porta con sé. Alla fine, X riesce a sconfiggere Sigma.

### Mega Man X 2
Passati sei mesi dal suo incidente, Zero viene lentamente ricostruito da un gruppo di Maverick chiamato X-Hunters, i quali attirano l'attenzione di X. Quest'ultimo riesce a sconfiggerli e a recuperare le parti del corpo di Zero. Il Dr. Cain accenna che ci vorrà del tempo prima di poter riattivare Zero, grazie anche al chip che X era riuscito a conservare.
X sconfigge nuovamente gli X-Hunters e le loro rimanenti unità, scoprendo che dietro a tutto si cela Sigma. Una volta raggiunto Sigma, ad X viene mostrato uno Zero con l'armatura nera, che tuttavia viene distrutto dal vero Zero, arrivato in tempo per aiutarlo.
Zero si occupa della distruzione del computer principale di Sigma, mentre X affronta nuovamente Sigma riuscendo a sconfiggerlo.
(Come risultato non canonico, se il giocatore non recupera tutte le parti di Zero perché non affronta gli X-Hunters nei primi scontri, Zero diventerà il sub-boss dell'ultimo livello. Sconfiggendolo, egli riprenderà coscienza e aiuterà X distruggendo il computer principale progettato da Sigma.)

### Mega Man Xtreme
Poco tempo dopo che il mondo era stato salvato da X e Zero, alcuni Maverick precedentemente sconfitti tornano in vita a causa delle manovre di un reploide hacker chiamato Techno. X e Zero entrano nuovamente in azione, agendo separatamente e contando sull'aiuto di un reploide di nome Middy. Dopo aver sconfitto i Maverick e aver raggiunto Techno, X distrugge la CPU di quest'ultimo, che però era collegata al suo sistema vitale, causando così anche la morte di Techno. La sorpresa più grande è che Techno è il fratello di Middy, e che entrambi condividevano la stessa CPU legata ai loro sistemi vitali, portando quindi anche Middy alla morte.
Dopo l'incidente si scopre che Techno era stato manipolato da Sigma. X, in preda all'ira, affronta nuovamente il suo ex-comandante ed elimina Sigma ancora una volta. Zero consola X per l'accaduto, poiché questi si sentiva responsabile della morte di Middy. (Durante il gioco è possibile evocare Zero per attaccare i nemici, a seconda delle capsule scoperte dal giocatore.)

### Mega Man X 3
Grazie a un reploide di nome Doppler, si instaurò un periodo di pace in cui non era necessario l'intervento dei Maverick Hunters. Tuttavia, Doppler in seguito fece sì che le sue unità di reploidi causassero nuovi disastri. X e Zero, ormai veterani cacciatori di Maverick, entrano in azione per indagare. Durante la missione, X viene intrappolato da un collega corrotto di nome Mac, che viene facilmente sconfitto da Zero.
Successivamente si scopre che Doppler era stato corrotto da Sigma, e che sarà necessario fermarli entrambi. Dopo essere stato sconfitto, Doppler rivela che la vera forma assunta da Sigma è quella di un virus, il che gli consente di tornare continuamente in vita assumendo nuove forme fisiche.
Durante l'avventura, X può richiedere l'intervento di Zero, che però non può affrontare boss o mini-boss. Rispettando determinate condizioni, negli ultimi livelli Zero potrà affrontare un mini-boss; una volta sconfitto, l'esplosione del nemico danneggerà gravemente Zero, che donerà a X la sua spada laser come arma per affrontare gli ultimi nemici. Dopo questo evento, non sarà più possibile utilizzare Zero. Durante gli altri livelli, se Zero viene sconfitto, non potrà più essere evocato per il resto della partita.
Se Zero rimane operativo fino alla fine del gioco, sarà lui a infliggere il colpo di grazia a Sigma nella sua forma virale. Se invece Zero viene sconfitto o dona a X la sua arma, sarà Doppler a sacrificarsi per fermare Sigma. Non è mai stato confermato ufficialmente quale dei due finali sia quello canonico.

### Mega Man Xtreme 2
Laguz Island è un luogo dove alcuni reploidi vengono sacrificati. X e Zero, grazie all'aiuto della reploide femminile Iris, scoprono che i responsabili sono due Maverick di nome Gareth e Berkana, conosciuti come i Soul Erasers (Eliminatori di anime). Dopo aver sconfitto diversi Maverick già affrontati in passato, X e Zero si confrontano con i due Soul Erasers e, una volta sconfitti, scoprono che ancora una volta dietro agli eventi si celava Sigma, che viene nuovamente eliminato.

### Mega Man X 4
Sebbene Sigma sia stato sconfitto nella sua forma virale, egli è ancora vivo. Questa volta Sigma tenta di corrompere un reploide, leader di un'armata sofisticata chiamata Repliforce, alleata delle unità dei Maverick Hunters, di cui fanno parte anche X e Zero. Non riuscendo a corrompere il generale della Repliforce, Sigma lo manipola infettandolo con il virus di cui era stato contagiato tempo addietro da Zero, e che gli aveva permesso di vivere come un'entità parassitaria.
La Repliforce inizia a causare disastri e rivolte in tutto il mondo, con l'obiettivo di eliminare gli umani. Tra i membri non infetti della Repliforce vi è Iris, che in passato aveva aiutato X e Zero. Iris supplica i Maverick Hunters di non fare del male a suo fratello, il colonnello della Repliforce. Nel frattempo, X e Zero ricevono supporto da un giovane reploide di nome Double.
Prima della missione, Zero è tormentato da incubi che rievocano frammenti del suo passato, allora ancora sconosciuto. In questi sogni compare anche la figura di un uomo dal volto indistinto che gli ordina di distruggere i suoi nemici.
Dopo la sconfitta della Repliforce — compresi Iris, furiosa per la morte del fratello, e Double, rivelatosi una spia infiltrata nel quartier generale dei Maverick Hunters — riappare Sigma. Quest'ultimo riesce a far riaffiorare in Zero i ricordi del loro primo scontro, permettendogli di comprendere meglio il significato dei suoi incubi. Incoraggiato da X, Zero affronta ancora una volta Sigma, riuscendo, insieme all'amico, a sconfiggerlo nuovamente.
Tuttavia, X e Zero devono evitare che l'arma spaziale in cui si trovano precipiti sulla Terra. Grazie al sacrificio del generale della Repliforce, l'arma esplode nello spazio, permettendo a X e Zero di tornare sani e salvi sulla Terra.

### Mega Man X 5
Sigma ha intenzione di contaminare il mondo intero con il virus Maverick. Sembrerebbe che egli abbia trovato un nuovo alleato, oltre al reploide mercenario Dynamo: il creatore di Zero, Albert Wily.
Apparentemente, lo scienziato è ancora vivo e intende far sì che Zero risvegli la sua vera natura, portandolo a compiere l'obiettivo per cui era stato originariamente creato. X e Zero, nel frattempo, possono contare su nuovi alleati: Alia, Signas, Douglas e Life Saver, pronti ad aiutarli nella loro nuova missione.
Dopo aver sconfitto Dynamo e tutti i Maverick inviati da Sigma, X, Zero e i loro compagni devono distruggere la base con cui Sigma intende diffondere il virus sulla Terra: Eurasia. (Durante gli eventi della missione, Zero incontra un ologramma del Dr. Light, che, pur non rivelandogli la sua vera identità, lo ringrazia per essere un amico prezioso per X.)
Non riuscendo nel primo tentativo, dopo aver utilizzato un vecchio cannone laser, X e Zero riescono nel secondo, lanciando un missile pilotato da Zero.
Due sono i risultati alternativi: se Zero, dopo aver distrutto Eurasia, diventa un Maverick, X è costretto ad affrontarlo. Dopo lo scontro, Zero si sacrifica per salvare X da Sigma; questo rappresenta il suo ultimo atto di coscienza. Successivamente, X, gravemente danneggiato dopo la battaglia contro Sigma, viene salvato dall'anima di Thomas Light, che, per evitargli sofferenze legate ai dolorosi ricordi di Zero, decide di cancellargli completamente ogni memoria riguardante l'amico, impedendogli così di accettare qualsiasi cosa collegata a Zero.
Il vero risultato, invece, vede Zero sopravvivere alla distruzione di Eurasia e continuare a combattere al fianco del suo miglior amico. Tuttavia, a un certo punto, i due si scontrano a causa di dubbi sorti sul virus Maverick. Dopo che lo scontro termina in parità, Zero salva ancora una volta X.
Raggiunto Sigma, questi rivela di aver incontrato un uomo che tiene molto a Zero, "come se fosse suo padre". Sigma provoca Zero fingendo di non sapere chi sia quell'uomo e insistendo ripetutamente sul fatto che Zero non possa ignorarlo, dal momento che nei suoi sogni lo vede sempre.
Zero, furioso ma affiancato da X, combatte ancora una volta contro Sigma. Durante lo scontro, Sigma si autodistrugge usando Zero come scudo, danneggiandolo gravemente; subito dopo ferisce anche X. Con le sue ultime forze, Zero riesce a distruggere definitivamente la nuova forma di Sigma. Esausto e in fin di vita, Zero comprende il significato degli incubi che lo tormentavano negli ultimi tempi, anche se non riesce ancora a identificare chiaramente l'uomo che vi appariva (in realtà si tratta del Dr. Wily).
Capendo finalmente il motivo per cui era stato creato, Zero decide di morire, raccomandando a X di prendersi cura di sé stesso. X, gravemente danneggiato, viene salvato dall'anima di Thomas Light. Una volta riparato, X torna sul luogo dello scontro per cercare Zero, ma non riesce a trovarlo. Tuttavia, scopre l'arma sempre usata dal suo miglior amico e decide di continuare a combattere, portando avanti il suo spirito.

### Mega Man X 6
Un reploide di nome Gate trova, tra le rovine di Eurasia, il DNA di Zero e, grazie ad esso, crea il virus Nightmare, un potente virus capace non solo di manipolare altri reploidi, ma anche di modificare e alterare le condizioni ambientali delle varie aree.
Gate, insieme al suo esercito e al suo subordinato Isoc, realizza una copia di Zero chiamata Nightmare Zero, utilizzata per addossare a Zero la colpa di tutti i disastri avvenuti recentemente.
X, convinto che non si tratti del vero Zero, durante la missione non solo elimina i subordinati di Gate, ma distrugge anche Nightmare Zero. Successivamente, il vero Zero fa la sua comparsa, rinnovato e più determinato che mai a combattere per la pace, nonostante la decisione presa in precedenza. X e Zero sconfiggono Gate e il suo esercito, ma, come ultima risorsa, Gate cerca di usare Sigma. Tuttavia, Sigma, pur non essendo completamente riparato, è pienamente cosciente delle sue azioni e si rifiuta di obbedire agli ordini di Gate, arrivando infine a ucciderlo.
Dopo che Sigma viene sconfitto ancora una volta, X e Zero, insieme ai loro compagni Alia, Signas e Douglas, decidono di lavorare per riparare i danni causati dalle guerre avvenute negli ultimi tempi.
Finali alternativi:
- Se il giocatore non ha sbloccato Zero, X combatterà da solo e, alla fine, non vedrà Zero, ma sentirà la sua voce. Zero decide di tornare a combattere al fianco di X non appena avrà sconfitto Nightmare Zero. Questo risultato non è considerato canonico.
- Se si sconfigge Sigma con Zero, verrà mostrata una scena che, sebbene canonica, avviene alla fine della serie X e non alla fine di questo episodio. In questa scena, Zero decide di sigillare il suo corpo per neutralizzare il virus presente nel suo sistema vitale e nei suoi circuiti.

### Mega Man X 7
Quasi un secolo dopo gli eventi di Mega Man X6, la pace è stata ripristinata e il mondo è stato quasi completamente ricostruito. Tuttavia, continuano a verificarsi crimini a causa dei maverick. X, stanco della violenza incessante, decide di cercare soluzioni pacifiche per stabilire la pace, mentre Zero sceglie di continuare a combattere come cacciatore di maverick.
Durante una missione, Zero incontra un misterioso reploide di nome Axl. Dopo essersi aiutati a vicenda, i due tornano al quartier generale, dove Axl rivela di essere un membro del gruppo di giustizieri chiamato Red Alert (Allarme Rosso), ma di aver deciso di abbandonarli poiché il gruppo è degenerato in una banda di criminali.
Quando il quartier generale dei cacciatori di maverick viene contattato dal leader di Red Alert, X e Zero devono affrontare i membri del gruppo per ripristinare la pace. Axl, desideroso di rimediare, decide di aiutarli.
X inizialmente si rifiuta di combattere e non ripone molta fiducia in Axl, mentre Zero, pur essendo inizialmente diffidente, continua a portare avanti la missione con successo, grazie anche all'aiuto di Axl, che lentamente spiega come i suoi compagni di Red Alert siano cambiati caratterialmente. Alla fine, X decide di unirsi alla missione e di combattere al fianco di Axl e Zero.
Scoperta la nuova fortezza di Red Alert, il trio la raggiunge e affronta Red, il leader di Red Alert. Prima di essere sconfitto e di attivare il sistema di autodistruzione della fortezza, Red rivela che il drastico cambiamento del comportamento suo e dei suoi compagni è dovuto a un certo "professore", che si rivela essere Sigma. Il trio riesce a sconfiggerlo nuovamente, per poi fuggire dalla fortezza, che sta per esplodere.
Come risultato, Axl diventa un membro dei Maverick Hunters. X, inizialmente, non prende bene la cosa, mostrando per la prima volta segni di gelosia nei confronti di qualcun altro. Zero, invece, prima di intraprendere la sua prossima missione, ha uno strano incubo in cui si trova davanti a sé dei reploidi massacrati, ma questa volta non per mano sua. Subito dopo, un X impazzito gli spara, ripetendo continuamente di eliminare i Mavericks. Questo incubo, in realtà, prefigura gli eventi successivi: dopo gli eventi di Mega Man X, Zero dovrà affrontare Neo Arcadia, dove, durante uno dei suoi numerosi scontri con essa, incontrerà una copia malvagia del suo miglior amico.

### Mega Man X 8
X, Zero e Axl stanno indagando sul motivo per cui i reploidi di nuova generazione stiano impazzendo e diventando dei Mavericks. Grazie all'aiuto della loro vecchia navigante Alia e delle nuove naviganti Pallette e Layer, i tre scoprono che i reploidi di nuova generazione sono immuni ai virus, ma che nei loro chip di copia sono presenti i dati di Sigma. Axl rivela di essere immune ai virus perché anche lui è un reploide di nuova generazione, sebbene sia un prototipo che non corre gravi rischi.
Nel frattempo, Zero è turbato dai suoi ricordi del passato, poiché i temi trattati lo riportano indietro, mettendo a dura prova il suo equilibrio morale.
Dopo aver sconfitto i Mavericks, Vile (ritornato in vita dopo molto tempo), Sigma e le sue copie, viene finalmente svelato il vero segreto dietro gli eventi: Lumine, il reploide di nuova generazione che inizialmente si era presentato come il direttore del progetto Jakob (un enorme ascensore che collega la Terra alla Luna, simbolo di sintonia tra umani e reploidi), e che era stato sequestrato da Vile, è in realtà il vero responsabile di quanto sta accadendo. Sigma non era altro che una delle sue pedine sacrificabili, e il sequestro di Lumine era stato solo una messinscena.
Lumine rivela di voler annientare sia gli umani che i reploidi della prima generazione, e afferma che i prototipi come Axl non erano graditi. Lumine svela che i chip di copia utilizzati dai reploidi di nuova generazione sono stati creati con i dati dei reploidi della prima generazione, inclusi, inevitabilmente, anche i dati di Sigma. Tuttavia, aggiunge che questa caratteristica non è presente nei prototipi come Axl. I reploidi di nuova generazione a cui Lumine appartiene hanno la capacità di diventare Mavericks a piacimento.
Con la verità finalmente svelata, X, Zero e Axl decidono di affrontare il Maverick e, dopo una lunga e dura battaglia, riescono a sconfiggerlo. Axl viene ferito, ma Zero riesce a tagliare il tentacolo con cui Lumine aveva ferito Axl, mentre X lo annienta definitivamente.
Tuttavia, il futuro riserva un'inevitabile guerra che coinvolgerà i reploidi a causa dei chip di copia.
Come scena breve non canonica, Zero riflette sul fatto che non sarà più costretto a combattere se Sigma non dovesse mai più tornare, come suggerito da Lumine.

### Mega Man X Command Mission
X e Zero vengono convocati dal colonnello Redips per una missione su un'isola artificiale chiamata Giga City. Ad affiancarli c'è un reploide di nome Shadow. La missione consiste nell'eliminare un esercito che ha scatenato una sommossa sull'isola e che sta conducendo ricerche illegali: l'esercito Liberion.
Tuttavia, le cose non iniziano bene: X e Zero non solo vengono circondati dai membri più importanti dell'esercito Liberion, ma vengono anche traditi da Shadow. Dopo un breve scontro in cui X e Zero si trovano in netta inferiorità, vengono separati e ciascuno prosegue la missione da solo, con la speranza di rincontrarsi.
Nel frattempo, X fa nuove amicizie che gli saranno di grande aiuto nella missione, tra cui Spider, Massimo, Marino, Cinnamon, Gaudile, Nana e Chief-R. Chief-R, Gaudile e Nana guideranno X e i suoi compagni, e durante una missione in cui vengono trovate tracce di Zero, anche Axl si unisce loro per prestare aiuto.
Zero viene ritrovato e, dopo un momento di difficoltà, riceve aiuto. Tuttavia, quando X gli presenta le nuove alleanze che hanno finora supportato la missione, Zero decide di ritirarsi, non fidandosi di loro a causa del tradimento di Shadow. Tuttavia, dopo che X e il resto del gruppo affrontano Shadow, Zero, ripensando alla sua decisione, ritorna nel gruppo. Dopo la sconfitta di Shadow, Spider guadagna il rispetto di Zero, nonostante la loro breve conoscenza.
Dopo il sacrificio di Spider, X, Zero e il resto della compagnia, con un membro in meno, devono continuare ad affrontare l'esercito Liberion. Il gruppo scopre che il piano di Epsilon, il leader dell'esercito Liberion, è quello di utilizzare un materiale chiamato Force Metal (Metallo della Forza), ma i suoi metodi risultano estremamente rischiosi. X e i suoi alleati riescono a sconfiggere i membri più importanti di Liberion, tra cui Botos, Ferham e Scarface. Tuttavia, Botos tradisce i suoi compagni e ferisce Ferham, per poi essere ucciso da Spider, che si rivela non essere morto come inizialmente sembrava.
Una parte dell'evoluto Force Metal progettato da Epsilon viene rubata, ma dopo la sconfitta di Epsilon per mano di X e dei suoi amici, il gruppo recupera il resto del materiale. La missione dovrebbe essere ormai conclusa, ma dopo un attacco da parte delle truppe di Redips e l'uccisione di Chief-R, il gruppo deve scoprire le ragioni dietro il tradimento di Redips.
Durante lo scontro con Redips, egli rivela di aver manipolato X e il suo gruppo affinché si occupassero di Epsilon e dei suoi seguaci, permettendo così a Redips di rubare con maggiore facilità le loro ricerche, tra cui il Supraforce Metal. Inoltre, Redips si rivela essere un reploide di nuova generazione, con la capacità di assumere le sembianze di altri reploidi. In questo modo, dimostra di essere stato Spider e che, per tutto il tempo, si era finto un alleato prezioso.
Redips utilizza il Supraforce Metal per trasformarsi, mettendo in seria difficoltà X, Zero e il resto del gruppo. Tuttavia, uno dei superstiti dell'esercito Liberion, Ferham, raggiunge il luogo dello scontro e ruba una parte del Supraforce Metal da Redips, concedendo così un vantaggio a X, Zero e i loro compagni. Dopo aver sconfitto Redips e distrutto una parte del Supraforce Metal, X, Zero e gli altri devono tornare sulla Terra, mentre Ferham, con il Supraforce Metal rimanente, si getta nel vuoto spaziale per distruggerlo.

## Dopo Mega Man X e prima di Mega Man Zero
La guerra accennata in una delle missioni di X e Zero può essere evitata grazie a un progetto sviluppato durante alcune ricerche successive alla donazione del corpo di Zero per fini di analisi. Attraverso il virus di cui Zero era portatore, fu creato un antivirus che rese possibile l'eliminazione del Sigma Virus: le intelligenze artificiali note come elfi cibernetici (Cyber-Elfs).
Tra gli elfi cibernetici spicca l'Elfo Madre (Mother Elf), un'entità programmata per riportare alla normalità i Mavericks senza ricorrere alla violenza. Gli elfi cibernetici possono potenziare le abilità dei Reploidi e offrire supporto tecnico e morale agli esseri umani. In seguito a questi sviluppi, venne fondata la città-stato Neo Arcadia, un luogo dove umani e reploidi potevano tornare a vivere in armonia. Le Guerre Maverick terminarono proprio grazie all'intervento dell'Elfo Madre.
Tuttavia, il corpo originale di Zero fu sequestrato da un certo Dr. Weil, che aveva piani differenti. Egli rapì anche l'Elfo Madre e, sfruttando l'enorme quantità di virus presente nei circuiti del corpo di Zero, la trasformò nell'Elfo Oscuro (Dark Elf). Weil riuscì inoltre a creare un potente Reploide chiamato Omega, e a produrre delle copie corrotte dell'Elfo Madre, note come Cuccioli di Elfo (Baby Elfs).
Una nuova guerra, nota come la Guerra degli Elfi (Elf Wars), esplode provocando il massacro del 90% dei Reploidi e del 60% dell’umanità. Zero, a sua insaputa, aveva ricevuto un nuovo corpo, nel quale i suoi ricordi erano stati trasferiti integralmente. Riunitosi con X, i due riescono a porre fine al conflitto. Tuttavia, Zero, temendo di rappresentare ancora un pericolo, decide volontariamente di sigillarsi di nuovo, ignaro del fatto che la sua anima non risiedeva più nel corpo originale, ma in una copia artificiale.
X raggiunge il luogo dove il suo amico si è autoesiliato, ma ormai è troppo tardi: non è possibile risvegliare Zero per i successivi 100 anni.
Weil viene punito per i suoi crimini: viene rinchiuso in una cella e le sue memorie trasferite in un corpo meccanico. Omega (il quale contiene il corpo originale di Zero) viene invece esiliato e imprigionato nello spazio.
X decide di sacrificare il proprio corpo per imprigionare l’Elfo Oscuro. La sua anima, però, rimane intatta e conserva tutti i suoi poteri.
Dopo alcuni anni, X si accorda con una giovane scienziata prodigio, Ciel, per utilizzare il proprio DNA al fine di creare nuovi protettori per Neo Arcadia. Da questo progetto nascono una copia di X e quattro Guardiani, ciascuno ispirato a una delle armature utilizzate da X secoli prima.
Tuttavia, la copia di X decide di eliminare tutti i Reploidi che non appartengono a Neo Arcadia, classificandoli ingiustamente come Mavericks. Ciel, comprendendo la gravità della situazione, realizza che è necessario intervenire: così come era giusto proteggere gli esseri umani, era altrettanto giusto difendere i Reploidi innocenti.

## Mega Man Zero

### Mega Man Zero
Zero viene risvegliato da Ciel dopo un letargo durato 100 anni, inizialmente privo di qualsiasi ricordo del suo passato. La ragazza gli chiede aiuto per fuggire dal luogo in cui si trovano. Mentre affrontano varie difficoltà, un misterioso elfo cibernetico interviene in loro soccorso.
Ciel chiede a Zero di opporsi a Neo Arcadia, ora sotto il comando della copia di X, senza però rivelargli che si tratta, appunto, di una copia. Nonostante i dubbi e la confusione, Zero decide di aiutare la ragazza e di unirsi alla Resistenza.
Nel corso delle sue missioni, Zero inizia a compromettere i piani della copia di X, arrivando persino a sconfiggere i quattro Guardiani: Hidden Phantom, Sage Harpuia, Fighting Fefnir e Fairy Leviathan.
Con l’aiuto del vero X (sotto forma spirituale), Zero riesce a penetrare nel cuore di Neo Arcadia, dove affronta nuovamente i quattro Guardiani. In questa occasione, uno di loro – Phantom – si autodistrugge nel tentativo di fermare l’avanzata di Zero, ma quest’ultimo sopravvive all'esplosione e raggiunge la sala dove si trova la copia di X, riuscendo infine a sconfiggerla.
Il santuario esplode, ma Zero viene salvato in extremis grazie all’intervento dell’elfo cibernetico che lo aveva già aiutato in precedenza: si tratta del vero X, la cui coscienza si è preservata in forma digitale. X affida a Zero il compito di proteggere sia gli esseri umani che i Reploidi, dichiarando di aver già combattuto abbastanza durante la lunga assenza del suo amico.

### Mega Man Zero 2
Zero continua a combattere contro i membri di Neo Arcadia per un intero anno, poiché Ciel e la Resistenza non riescono a rintracciarlo. Pur consapevole della necessità di ritrovare Ciel e i suoi alleati, Zero, ormai stremato, perde conoscenza. A trovarlo è Harpuia che, pur avendo l’occasione di eliminarlo, decide di risparmiarlo e lo trasporta alla nuova base della Resistenza.
Una volta ricoverato, Zero scopre che la Resistenza è ora guidata da un nuovo leader: Elpizo, un Reploide il cui vero nome è TK-31. In passato era stato etichettato come Maverick da Neo Arcadia per aver scoperto informazioni riservate. Dopo aver sequestrato un elfo cibernetico, TK-31 decide di cambiare nome in Elpizo, che significa "progetto speranza".
Elpizo è determinato a distruggere Neo Arcadia, convinto che sia l’unico modo per garantire una pace duratura tra umani e Reploidi. Tuttavia, Zero non condivide questa visione, e nemmeno Ciel, sebbene la ragazza nutra una certa fiducia in Elpizo poiché fu proprio lui ad aiutare la Resistenza durante l’assenza di Zero
Zero porta a termine alcune missioni per conto di Elpizo, finché il vero X, sotto forma di elfo cibernetico, appare davanti a lui. X lo avverte che i due cuccioli di elfo (Baby Elfs) stanno cercando la loro “madre”, ovvero l’elfo oscuro (Dark Elf), imprigionato dallo stesso X cento anni prima.
Successivamente, Elpizo viene sedotto dal potere dei piccoli elfi cibernetici e cambia drasticamente i suoi piani: decide di distruggere non solo Neo Arcadia, ma anche l’intera umanità, con l’intento di lasciare il mondo ai soli Reploidi. Zero riesce a infiltrarsi nuovamente a Neo Arcadia, dove però i tre Guardiani rimasti — Fefnir, Leviathan e Harpuia — cercano di fermare sia lui che Elpizo. I tre vengono contaminati dall’energia oscura dei cuccioli di elfo (in particolare, Harpuia ne subisce una vera e propria manipolazione mentale), ma nonostante la loro forza vengono sconfitti nuovamente da Zero. Nel frattempo, Elpizo raggiunge il luogo segreto dove Neo Arcadia custodisce il corpo originale di X, utilizzato come sigillo per imprigionare l’elfo oscuro. Neutralizzando sia Zero che l’energia residua di X, Elpizo distrugge il corpo originale di X e libera l’elfo oscuro.
Elpizo si fonde con l’elfo oscuro e con i due cuccioli di elfo, acquisendo un potere immenso. Tuttavia, nonostante questa nuova forma potenziata, Zero riesce a sconfiggerlo. Elpizo, tornato brevemente in sé, si pente delle sue azioni. Prima di morire, si separa dall’elfo oscuro e riacquista temporaneamente la sua forma originaria e la sua natura benevola. L’elfo oscuro, colpito dal pentimento di Elpizo, lo guarisce e gli offre una seconda possibilità di esistere sotto forma di elfo cibernetico.
Prima di scomparire nella sua forma di elfo cibernetico, l’elfo oscuro rivela a Zero che era stato corrotto e modificato da un certo Dr. Weil. Queste parole innescano nella mente di Zero il recupero graduale dei ricordi perduti riguardanti gli eventi di un secolo prima.

### Mega Man Zero 3
Sono passati due mesi dalla liberazione dell’elfo oscuro (Dark Elf). Omega e il Dr. Weil vengono liberati dalla loro prigionia, ma non riescono a recuperare l’elfo oscuro. Nel frattempo, Copy X viene resuscitato, ma ora è sotto il completo controllo dello scienziato malvagio Weil. Ciel ha completato il suo progetto benefico, denominato Ciel System, un'iniziativa volta a garantire una fonte stabile di energia alternativa per umani e Reploidi. Durante una missione di indagine sulle montagne, Ciel, Zero e alcuni membri della resistenza stanno esaminando lo schianto di una misteriosa nave spaziale, mentre contemporaneamente vengono rilevati segnali della presenza dell’elfo oscuro nelle vicinanze. In questa occasione, Zero si troverà nuovamente faccia a faccia con Harpuia, Leviathan e Fefnir.
Leviathan e Fefnir sono impegnati in un duro scontro contro il temibile Omega, che riesce a metterli fuori combattimento prima di essere affrontato da Zero. Harpuia interviene per contrastare Omega, ma l’arrivo improvviso di Copy X e del Dr. Weil complica ulteriormente la situazione. Harpuia resta sconvolto nello scoprire che il suo stesso maestro (Copy X) si fida di un criminale come Weil, pur sapendo che il suo comportamento è il risultato della manipolazione subita.
L’obiettivo di Zero, Ciel e della resistenza è ora impedire a Neo Arcadia di impossessarsi dell’elfo oscuro. Dopo aver eliminato numerosi nemici lungo il percorso, Zero scopre che i due cuccioli di elfo (Baby Elfs) sono ancora attivi e, pieni di rancore verso di lui, decidono di schierarsi dalla parte di Weil, che li ha in parte creati.
In seguito, Weil decide di lanciare un missile contenente Omega e i cuccioli di elfo, con l’intento di attrarre l’elfo oscuro verso di lui. L’area colpita dal missile è un territorio abitato da esseri umani, causando gravi conseguenze. Alla fine, Omega riesce a fondersi con l’elfo oscuro, realizzando il piano di Weil.
Harpuia entra nuovamente in azione, furioso per il massacro di vite umane causato dal missile lanciato da Weil. Omega, ormai potenziato, ferisce gravemente Harpuia e, prima che possa attaccare Zero, entrambi vengono riportati indietro da Ciel. Harpuia viene ricoverato, mentre Copy X contatta Ciel chiedendole di consegnargli il Ciel System, da lei creato, con la promessa di porre fine ai conflitti. Tuttavia, Ciel si rifiuta, poiché non si fida né di Copy X né di Weil.
Copy X, furioso, decide di inviare nuove truppe per eliminare Ciel, Zero e tutti i membri della resistenza. Nonostante ciò, Zero riesce a prevalere e si infiltra nuovamente nel territorio di Neo Arcadia per affrontare Copy X. Dopo averlo sconfitto ancora una volta, appare il vero X, che rivela alla sua copia di essere stato manipolato da Weil fin dall'inizio. Ritenuto ormai inutile, Copy X viene sacrificato, mentre Weil assume il controllo di Neo Arcadia, promettendo falsamente la pace.
In seguito a nuove battaglie e pericoli, Zero scopre insieme a Ciel che l'obiettivo di Weil è quello di far ripetere la Guerra degli Elfi Cibernetici, proprio come avvenne cento anni prima. Grazie ai suoi poteri, X riesce a mettere in salvo Ciel e i membri della resistenza, mentre Zero si prepara a fermare Weil e Omega, i quali stanno diffondendo energia oscura in tutto il mondo, manipolando i Reploidi e terrorizzando gli esseri umani.
Utilizzando la ciber-tecnologia, Zero accede al cosiddetto Spazio Cibernetico, dove dimorano le anime dei Reploidi. Qui si confronta per l’ultima volta con Phantom, che lascia intendere di conoscere segreti su Omega, ma afferma che spetta a Zero scoprirli. Eliminate le ultime due antipatiche coppie dell’Elfo Oscuro e superati numerosi pericoli, Zero affronta Omega nelle profondità di Neo Arcadia. Dopo aver distrutto il corpo originario di Omega — ora trasformato e ingigantito grazie ai poteri acquisiti — viene rivelato il vero corpo di Zero, che era stato usato da Omega. Al suo interno risiedono ancora la coscienza di Omega e l'Elfo Oscuro
Dopo un durissimo scontro, il vero X, Harpuia, Fefnir e Leviathan entrano in scena e indeboliscono Omega. Zero viene incoraggiato a distruggere il suo vero corpo, così che il virus contenuto al suo interno e i poteri dell'elfo oscuro possano essere finalmente neutralizzati. Una volta distrutto il vero corpo di Omega, che provoca un'immensa esplosione a causa dell’energia ormai fuori controllo, Zero viene salvato dall’elfo oscuro, che ritorna alla sua forma originaria: Madre Elfo. Purtroppo, non ci fu nulla da fare per Fefnir, Leviathan e Harpuia, che persero la vita nello scontro.
X, ormai prossimo alla fine dopo la distruzione del proprio corpo fisico, appare per l’ultima volta davanti al suo amico nel mondo dei vivi: i due si salutano. Madre Elfo è finalmente libera dalla maledizione che l’aveva tormentata per anni.

### Mega Man Zero 4
Dopo aver preso il controllo di Neo Arcadia, il perfido Dr. Weil decide di eliminare tutti gli esseri umani che non vivono all'interno della città. Gli umani che risiedono in Neo Arcadia sono trattati come schiavi, mentre quelli all'esterno cercano disperatamente la libertà.
Zero, Ciel e i membri della resistenza, che hanno lottato duramente per il bene dei reploidi, devono ora battersi anche per la causa degli esseri umani, cercando di stabilire la pace tra le due specie. Zero è incaricato di proteggere un gruppo di umani che si sta dirigendo verso Area Zero, una zona in cui la natura sta ricrescendo. Quest'area prende il nome da un evento catastrofico avvenuto secoli prima, quando Eurasia si schiantò contro la Terra, provocando gravi perdite. Questo evento è descritto nel contesto di Mega Man X5.
Gli umani rifugiati in Area Zero, tuttavia, rifiutano qualsiasi interazione con i reploidi e non sono disposti a cooperare con Zero, Ciel e la resistenza riguardo all'imminente attacco pianificato da Weil.
Zero deve affrontare gli otto maverick inviati da Weil per distrarlo e impedire il completamento di Ragnarok, un'arma spaziale (simile alla Final Weapon di Mega Man X4) che Weil intende usare per annientare gli esseri umani. Gli otto maverick sono comandati da un reploide di nome Craft, che si è alleato con Weil per paura, ma che sta cercando di proteggere Neige, una ragazza che ha avuto l'idea di rifugiarsi insieme ad altri umani in Area Zero. Neige era già stata incontrata da Ciel e Zero in passato.
Zero, dopo aver sconfitto i guerrieri al servizio di Craft e aver affrontato quest'ultimo, deve fermare Ragnarok. Tuttavia, Craft decide di ribellarsi a Weil. Quest'ultimo, in risposta, punta il cannone di Ragnarok su Neo Arcadia. Zero riesce a raggiungere Craft e a sconfiggerlo una seconda volta, ma Craft muore a causa delle ferite riportate. Nonostante ciò, riesce comunque a lanciare un colpo che distrugge Neo Arcadia, coinvolgendo nel processo anche molte vite umane.
Tutti sono convinti che Weil sia stato eliminato, e l'unico obiettivo rimasto è distruggere Ragnarok, che, dopo aver sparato nuovamente, sta puntando di nuovo il suo cannone su Area Zero. Dopo aver disattivato i sistemi di attacco di Ragnarok, Zero ritorna per completare la sua distruzione. Tuttavia, Weil, nel suo corpo meccanico, arriva sul luogo e rivela che in realtà è un umano modificato in un corpo di androide, il che gli permette di non invecchiare e di essere quasi immortale. Weil svela anche la ragione del suo odio verso gli esseri umani, pur essendo uno di loro, e si fonde con il nucleo di Ragnarok. Nonostante la sua fusione, Zero riesce a sconfiggerlo, ma Weil, come ultima risorsa, si fonde definitivamente con Ragnarok.
Zero capisce che non ha altra scelta che distruggere il nucleo di Ragnarok, anche se questo causerà una potente esplosione nucleare che deve assolutamente essere evitata per non compromettere la sicurezza della Terra.
Alla fine, Zero prevale nello scontro, uccidendo Weil e distruggendo sia Ragnarok che il suo nucleo. Sull'isola di Area Zero, tutti comprendono che sono salvi, ma si rendono conto che per Zero probabilmente non ci fu scampo.

## Eredità
Durante gli eventi di Mega Man ZX, si scopre che i resti di Zero, insieme a quelli di X e dei quattro guardiani di Neo Arcadia, ormai estinta, sono stati utilizzati da Ciel per creare i biometalli. I biometalli sono equipaggiamenti di alta tecnologia che conferiscono agli umani prescelti alcune delle capacità degli eroi a cui appartenevano in passato, inclusi persino i loro ricordi.